# Hans Altherr
Pour les articles homonymes, voir Altherr.
Hans Altherr, né le 29 avril 1950 à Saint-Gall, est un homme politique suisse membre du Parti libéral-radical. Il préside le Conseil des États en 2011-2012.

## Biographie
Originaire de Trogen, Altherr étudie le droit aux universités de Genève et Zurich et travaille ensuite comme avocat indépendant et avocat des mineurs dans le canton d'Appenzell Rhodes-Extérieures. D'avril 1976 à avril 1993, il siège à l'exécutif communal de Trogen — qu'il préside d'avril 1981 à avril 1987 et d'avril 1988 à avril 1993 — et, d'avril 1989 à avril 1998, au parlement cantonal. D'avril 1998 à mai 2005, il siège au gouvernement cantonal, occupant d'avril 2000 à avril 2003 le poste de Landaman.
En 2004, il est élu au Conseil des États. Il y siège aux commissions des finances, de la sécurité sociale et de la santé, de la délégation des finances et de la commission de rédaction ; il préside également la commission de la politique de défense et fait partie de la délégation à l'Assemblée parlementaire de l'OTAN. Il est élu à l'unanimité comme président du Conseil des États pour la période 2011-2012,.
En tant qu'entrepreneur, Altherr est propriétaire de la société Altherr Weiss AG basée à Walzenhausen. Il est divorcé et père de trois enfants.